# Navas de San Juan
Las Navas de San Juan es una localidad y municipio español situado en la parte suroccidental de la comarca de El Condado, en la provincia de Jaén. Limita con los municipios de Santisteban del Puerto, Sabiote, Úbeda, Arquillos, Vilches y Aldeaquemada. Por su término discurren los ríos Guadalén, Guadalimar y Montizón. Tiene una población de 4409 habitantes (INE 2024).

## Geografía

### Situación
Se encuentra en el centro-norte de la provincia de Jaén, en la comarca de El Condado. Esta comarca constituye el extremo oriental de Sierra Morena, en su vertiente Sur. Al norte limita con el término municipal de Aldeaquemada, al oeste, con los de Vilches y Arquillos, al este, con el de Santisteban del Puerto, y al sur, con los de Úbeda y Sabiote. El núcleo poblacional es atravesado por la carretera comarcal A-312 Linares-Beas de Segura. También existen dos carreteras provinciales, que parten de este municipio, en dirección a Úbeda y a Sabiote/Villacarrillo, respectivamente. A continuación se presenta una tabla con las distancias, desde el ayuntamiento de la localidad a otros ayuntamientos, tanto de pueblos cercanos como de ciudades.
| Municipio                | Distancia | Municipio     | Distancia |
| ------------------------ | --------- | ------------- | --------- |
| Arquillos                | 11,4 km   | Úbeda         | 27,9 km   |
| Santisteban del Puerto   | 13,2 km   | La Carolina   | 33 km     |
| Castellar                | 21,9 km   | Linares       | 35,2 km   |
| Vilches                  | 23,8 km   | Villacarrillo | 37,8 km   |
| Sorihuela del Guadalimar | 29,6 km   | Cazorla       | 67,3 km   |
| Montizón                 | 30,6 km   | Andújar       | 79 km     |
| Chiclana de Segura       | 34,4 km   | Jaén          | 88,4 km   |

### Relieve
La totalidad del término se encuentra enclavado en Sierra Morena, en su vertiente sur. Sin embargo, encontramos varios valles a lo largo del término: el del Río Guadalimar, por su límite sur, el del Arroyo de las Navas, a la latitud del municipio, el del Guadalén, en la mitad norte, y el del Guarrizas, delimitando el norte del término municipal. El relieve del valle del Guadalén y afluentes es llano, por lo general, el del Guarrizas es el más abrupto, y el del Guadalimar no llega a ser abrupto, pero tampoco presenta una gran llanura, es un descenso progresivo. En el tercio norte se encuentra la zona más abrupta, correspondiente con las zonas de Torrealver, Villamalo, Cerro de San Pablo y La Ballestera.

### Hidrografía
La totalidad del término municipal se encuentra en la cuenca hidrográfica del río Guadalquivir, y de su afluente principal, el río Guadalimar. El tercio sur vierte directamente al río Guadalimar, mientras que los dos tercios restantes vierten al río Guadalen, ya sea directamente, o a su afluente, el Río Montizón, o al Arroyo de las Navas, que desemboca en el embalse del Río Guadalén. Una parte insignificativa, en el extremo norte, vierte sus aguas al río Guarrizas, afluente a su vez del Río Guadalén.

### Clima
Los datos climatológicos están tomados de la Estación Meteorológica "Cámara Agraria" del municipio cercano de Sorihuela del Guadalimar. Aunque hay estaciones más cercanas, esta estación tiene unos datos más similares a los que debería de haber en Navas, debido a su similar altitud con este municipio (620 m). Los años considerados para la temperatura fueron 1975-1996, y para la precipitación, 1973-1997. Según la clasificación climática de Koopen, corresponde con un clima mediterráneo, Csa, aunque con un matiz sub-continental, debido a su lejanía al mar. Esto explica la amplitud térmica existente a lo largo del año. En cuanto a las precipitaciones, como es típico del clima mediterráneo, no superan las pérdidas por Evapotranspiración, y se concentran en la época fría, presentando una situación de sequía en la época estival.
|                                              | Enero | Febrero | Marzo | Abril | Mayo | Junio  | Julio | Agosto | Septiembre | Octubre | Noviembre | Diciembre | Anual |
| -------------------------------------------- | ----- | ------- | ----- | ----- | ---- | ------ | ----- | ------ | ---------- | ------- | --------- | --------- | ----- |
| Temperatura media (°C)                       | 8,6   | 9,6     | 12,4  | 12,9  | 17,1 | 22,8   | 26,3  | 26,2   | 23,1       | 16,2    | 13,3      | 9,4       | 16,5  |
| Precipitación (mm)                           | 62,9  | 76,9    | 48,2  | 64,9  | 41,5 | 23,3   | 5,3   | 7,8    | 15,7       | 57,1    | 63,4      | 87,8      | 554,8 |
| Evapotranspiración (°C)                      | 16,1  | 19,4    | 37,4  | 42,70 | 76,9 | 125,80 | 165,6 | 154,8  | 109,7      | 55,8    | 34,5      | 18,6      | 857,4 |
| fuente: https://sig.mapama.gob.es/geoportal/ |       |         |       |       |      |        |       |        |            |         |           |           |       |

### Flora
El término municipal está atravesado por dos provincias corológicas: luso-extremadurense, en la mitad norte, y bética, en el sur, siendo típica cada una, y respectivamente, de Sierra Morena y del Valle del Guadalquivir. La primera se caracteriza por un clima algo más fresco, y suelos ácidos y más sueltos, mientras que en la segunda, el clima es más extremo en verano, además de ser los suelos muy pesados (altos contenidos en arcilla) y más básicos (pH >7).
En la mitad sur predomina el paisaje transformado por el cultivo del olivo doméstico (Olea europaea subs europaea), concretamente en su variedad "Picual", aunque se pueden encontrar otras especies como Populus alba (álamo blanco), Salix alba (sauce blanco), Fraxinus angustifolia (fresno de hoja estrecha), Quercus ilex (encina).
En la mitad norte se pueden encontrar estas especies, además de otros Quercus que son más exigentes en suelos más ácidos y clima algo más fresco, como pueden ser Quercus faginea (quejigo o roble valenciano), Quercus suber (alcornoque) o Arbutus unedo (Madroño). También, en la zona de la sierra, existen poblaciones de acebuches (olivos silvestres).
Existen algunos árboles singulares, por ejemplo: el acebuche de la Sierra y la encina de la cañada de El Paso).
En cuanto a las especies cultivadas en el término, que por lo general se clasifica en la zona 9 de rusticidad según el USDA (con temperaturas mínimas absolutas anuales de −1 a +4 °C), destacan (además del olivo): Pistacia vera (pistachero), Prunus dulcis (almendro), Prunus armeniaca (albaricoquero), Prunus persica (melocotonero, también llamado de forma popular albérchigo), Cydonia oblonga (membrillero), Malus domestica (manzano), Pyrus communis (peral), Punica granatum (granado) y Ceratonia siliqua (algarrobo) entre otros.

### Fauna
Es muy variable, y se puede encontrar ardillas rojas y comunes, zorros, conejos, liebres, ciervos, abubillas, lechuzas, búhos, jinetas, hurones, culebras... En las sierras próximas como la loma el pino, la carnicera y muchas más. Es posible encontrar buitres leonados, buitres negros, quebrantahuesos, águilas imperiales, jabalíes, corzos, águilas reales cernícalos... Hay que destacar la presencia del lince ibérico que campea por el término, la mayoría son ejemplares asentados en el valle del río Guarrizas.

## Historia

### Edad Antigua
A mediados del II milenio a. C. el territorio que hoy ocupa Navas de San Juan ya presentaba ocupación humana, como atestigüan los asentamientos de Castellón y la Atalaya.
Pero no es hasta la etapa íbera, probablemente por una colonización promovida desde el gran centro íbero de Cástulo, en torno al siglo IV a. C. cuando se funda el pueblo. En esta época perteneció a la provincia íbera de Oretania, con capital en la cercana Orissia (Vilches). Posteriormente quedó bajo poder cartaginés, con el resto de toda esta provincia, y por último, pasó a los romanos, bajo la provincia Cartaginense, con capital en Cartago Nova (Cartagena).
En época romana se convirtió en punto importante en el camino entre Cástulo e Ilugo, como muestra la aparición de dos miliarios dentro del término municipal. En el entorno de Navas de San Juan se ubicaba una mansio, Ad Morum, que fue alto en el Camino de Aníbal. De hecho, figura como estación en los Vasos Apolinares, que medían la distancia entre Gades (Cádiz) y Roma. Ocupa el 16.º lugar, indicándose que se sitúa a 23 millas de Cástulo (Linares) y a 19 de Solaria (Montizón).
En su territorio proliferaron las explotaciones agropecuarias tipo villa, de las que hasta la fecha se han inventariado siete, entre ellas El Acero o el Cerro Prior.

### Edad Media
En tiempos de al-Ándalus Navas de San Juan sería una alquería o pequeña población integrada dentro del distrito administrativo de Sant Astiban o pueblo de comerciantes. Los musulmanes construyeron un castillo que posteriormente fue reformado por los cristianos. De este castillo nos ha llegado una torre comprendida entre los patios de algunas casas. En su término hay restos de otras estructuras fortificadas como el castillo de Ero y la torre del homenaje alrededor de la cual se edificó el actual Santuario de Santa María de la Estrella.
Las tierras de Navas de San Juan fueron conquistadas por Fernando III de Castilla en 1226 e integradas en las tierras de realengo, bajo la jurisdicción de Santisteban. En 1254 el rey Alfonso X el Sabio donaba Santisteban al Concejo de Úbeda. En 1285 el rey Sancho IV de León y Castilla convertía de nuevo a Santisteban con sus términos en villa de realengo.
En el siglo XIV, Navas de San Juan y Castellar formaron, por privilegio real, el señorío de Santisteban, entregado por Enrique II de Castilla a Men Rodríguez Benavides. En 1473 Enrique IV de Castilla lo convierte en condado, concediéndole a don Diego Sánchez de Benavides el título de conde de Santisteban.

### Edad Moderna
Tras la expulsión de los musulmanes y judíos (1492), se permite permanecer en España a aquellos que se conviertan al cristianismo. Esto ocurrió teóricamente en Navas, ya que algunas familias se asentaron en un arrabal que hoy es el barrio de las "Cábilas". Para tenerlos controlados, se erigió en la actual plaza Practicante Domingo Álvarez una ermita dedicada a San Sebastián, de la que nos queda solo su arco, utilizado posteriormente en otras edificaciones y actualmente ubicado en la capilla de San Isidro. En 1502 ya hay constancia de la existencia de la Cofradía de la Virgen de la Estrella. En 1752 se realiza el Catastro del marqués de la Ensenada, y se observa que en Navas había entonces 14 calles, 180 casas y en torno a 1000 habitantes. En 1793 Felipe V de España eleva el título a ducado y lo otorga a la casa de Medinaceli. La vinculación con Santisteban del Puerto durante la Edad Moderna concluyó en 1802 con la concesión por parte de Carlos IV de España del privilegio de villazgo.

### Edad Contemporánea
En 1808, España es saqueada por los franceses, y no iba a ser menos la villa de Navas de San Juan. Al llegar los franceses, tuvieron curiosidad por presenciar unos encierros. El entonces alcalde Juan Parilla de Lara contactó con un amigo ganadero, al cual le solicitó organizar una corrida, pero con una estrategia: Al llegar a la plaza de la Iglesia, el ganadero emitiría un silbido que pondría en furia a los toros, y éstos arremetieron contra todos los franceses, que se encontraban en esta plaza. En el segundo cuarto del siglo XIX empiezan a llegar a Navas de San Juan mucha población procedente de pueblos de Almería, especialmente del Levante Almeriense, en busca de trabajo en el campo, que a la vez, descenderían de jienenses que repoblaron esa zona tras la reconquista. Una parte se asentó en el mismo pueblo, y otra parte fundó una aldea, Los Charcones, la cual hoy está abandonada, desde principios de la segunda mitad del s. XX. Esta aldea contaba con iglesia y escuela propias. A día de hoy, quedan algunas casas en pie.
A mediados de siglo el pueblo sufre los efectos de la emigración masiva del campo a las grandes ciudades perdiendo un 25 % de su población entre 1940 y 1975.
En 1946 fue elegido el alcalde, Mateo Luis Pérez Rodríguez para el cargo de procurador en Cortes en la II Legislatura de las Cortes Españolas (1946-1949), representando a los municipios de esta provincia. Fue reelegido por unanimidad para la III Legislatura. A partir de los años 60 el pueblo empieza a sufrir una fuerte emigración debido al masivo éxodo rural de la época.En la década de 1970 se derriba el Castillo del pueblo, para dar espacio a nuevas construcciones. Solo nos queda de este castillo la ubicación, en la "Plaza de Armas", llamada así por ser esta plaza del Castillo.
Ya en el siglo XXI, algunos hechos importantes son: la rehabilitación del antiguo lavadero "Las Pilas", la reforma del antiguo matadero municipal, convertido en un centro de interpretación del aceite de oliva, la reinserción del lince (en peligro de extinción) en la parte norte del término municipal, y la creación de algunas áreas verdes parque-mirador en la zona alta del pueblo, dirección Villacarrillo, conocido como "los Caleines" o "el Hondillo", además de áreas recreativas como la "Fuente del Rosal", el "Pocico de los Viñaores" o "la Atalayuela".

## Demografía
Cuenta con una población de 4409 habitantes (INE 2024).
| Gráfica de evolución demográfica de Navas de San Juan entre 1842 y 2021                                               |
| |
| Población de derecho según los censos de población del INE. Población de hecho según los censos de población del INE. |

## Economía
Se basa principalmente en el cultivo del olivo, aunque se está apostando por la introducción del pistacho, como cultivo y fuente económica alternativa. La pequeña actividad ganadera del pueblo se centra en el ganado bovino, vacuno, porcino o avícola. Otra importante fuente de recursos son las ferias ambulantes que proporcionan gran parte de los puestos de trabajo durante la época estival.

### Evolución de la deuda viva municipal
| Gráfica de evolución de Deuda viva del Ayuntamiento de Navas de San Juan entre 2008 y 2019                                |
| |
| Deuda viva del Ayuntamiento de Navas de San Juan en miles de Euros según datos del Ministerio de Hacienda y Ad. Públicas. |

## Organización político-administrativa

### Elecciones municipales
| Elecciones municipales desde 1979                      |      |      |      |      |      |      |      |      |      |      |      |      |
|                                                        | 1979 | 1983 | 1987 | 1991 | 1995 | 1999 | 2003 | 2007 | 2011 | 2015 | 2019 | 2023 |
| PSOE                                                   | 9    | 9    | 5    | 6    | 6    | 8    | 6    | 5    | 6    | 8    | 7    | 6    |
| VOX                                                    | -    | -    | -    | -    | -    | -    | -    | -    | -    | -    | -    | 3    |
| AP/PP                                                  | -    | 2    | 2    | 2    | 2    | 2    | 1    | 2    | 3    | 3    | 3    | 2    |
| PCE/IU                                                 | 1    | 2    | 6    | 5    | 5    | 3    | 4    | 6    | 2    | 2    | 1    | -    |
| PODEMOS                                                | -    | -    | -    | -    | -    | -    | -    | -    | -    | -    | 0    | -    |
| REDABITABLE                                            | -    | -    | -    | -    | -    | -    | -    | -    | 2    | -    | -    | -    |
| UCD                                                    | 3    | -    | -    | -    | -    | -    | -    | -    | -    | -    | -    | -    |
| IND                                                    | 0    | -    | -    | -    | -    | -    | -    | -    | -    | -    | -    | -    |
| En negrilla el partido más votado                      |      |      |      |      |      |      |      |      |      |      |      |      |
| Fuente: Datos de las elecciones municipales desde 1979 |      |      |      |      |      |      |      |      |      |      |      |      |

### Alcaldía
| Periodo   | Nombre                  | Partido                   |
| --------- | ----------------------- | ------------------------- |
| 1979-1983 | Juan José Merino Anguís | Partido Socialista (PSOE) |
| 1983-1987 | Juan José Merino Anguís | Partido Socialista (PSOE) |
| 1987-1991 | Miguel Sánchez Parrilla | Izquierda Unida (IU)      |
| 1991-1995 | Miguel Sánchez Parrilla | Izquierda Unida (IU)      |
| 1995-1999 | Miguel Sánchez Parrilla | Izquierda Unida (IU)      |
| 1999-2003 | Francisca Ruiz Olivares | Partido Socialista (PSOE) |
| 2003-2007 | Francisca Ruiz Olivares | Partido Socialista (PSOE) |
| 2007-2011 | Miguel Sánchez Parrilla | Izquierda Unida (IU)      |
| 2011-2015 | Joaquín Requena Requena | Partido Socialista (PSOE) |
| 2015-2019 | Joaquín Requena Requena | Partido Socialista (PSOE) |
| 2019-2023 | Joaquín Requena Requena | Partido Socialista (PSOE) |
| 2023-act. | Joaquín Requena Requena | Partido Socialista (PSOE) |

## Cultura

### Patrimonio
A principios del siglo XX aún coronaba el pueblo el castillo de la localidad pero fue derruido y ahora no se conserva nada de él, exceptuando una pequeña torre circular, a la que solo se tiene acceso desde algunos patios de casas. Podemos encontrar algunos restos romanos de asentamientos y calzadas en el término municipal, como por la zona del cerro del Atalaya.
La Iglesia de San Juan Bautista fue construida entre el siglo XVI y el siglo XVIII, y presenta una portada de estilo manierista y una torre octogonal del siglo XVII. La Ermita de la Virgen de la Estrella se levantó también en el mismo período que la iglesia del pueblo sobre una fortificación medieval de la que se conserva la Torre del Homenaje, declarada Monumento Histórico.
La casa consistorial está fechada a finales del siglo XIX, destaca su portada de ladrillo con reloj y espadaña con campanario y su galería del segundo piso. También a finales del siglo XIX se construyó el Asilo de Santa Sara y San Fructuoso (conocido popularmente como "Los Torreones"), de estilo ecléctico y con decoración modernista y de la Edad Media. Este último edificio es actualmente un edificio del ayuntamiento, donde se sitúan la Biblioteca Municipal, la Guardería temporera, el centro Guadalinfo de Navas de San Juan, y la sede de la radio local "Onda Navas".
Las Pilas, situado en las afueras del pueblo, es un antiguo lavadero que estuvo en funcionamiento hasta la década de los 60, cuando llegó el agua potable a este municipio. El agua se toma de un depósito anteriormente a su nacimiento en la superficie en forma de un arroyo. Aunque actualmente no está en uso, está reformado recientemente, y constituye un área de descanso en el camino del "Vergao", en dirección a Olvera y al Llano de la Estrella.
La Cruz de Piedra data del siglo XIII, y es la construcción más antigua del municipio actualmente conservada. Se trata de un monolito que sostiene una cruz de hierro. Inicialmente se encontraba en la confluencia de la Calle Ramón y Cajal y de la Calle Real, pero con el crecimiento del pueblo, en 1903 se situó en el camino de la Fuente del Rosal, donde se ubica actualmente.
En la zona de la sierra, se puede hablar del Caserío de Don Bernardo (conocido típicamente como "La Casería), que, aunque actualmente es una finca, antiguamente fue un convento de monjes del Císter, del siglo XIII, justo posterior a la reconquista cristiana. También quedan todavía las ruinas del castillo de Torrealver, en el extremo norte del municipio, muy cerca de los límites con Santisteban del Puerto, Vilches y Aldeaquemada. Este castillo fue de origen almohade, y suponía un control del camino que unía Santisteban con La Mancha. Actualmente se encuentra en estado ruinoso, conservándose una pared con piedras, pero sin ninguna cimentación.
Por el centro del municipio pueden observarse distintas casas señoriales, de tipo regionalista, modernista o señorial, algunas incluso del siglo XVIII. Estas casas suelen estar en las plazas del ayuntamiento y de la Iglesia, así como en sus calles circundantes (Ramón y Cajal, Parras, Real, Lorite, Pastores, Duquesa Victoria, El Santo, Donantes de Sangre...).
Navas de San Juan también ha perdido parte de su patrimonio arquitectónico, entre el que destaca:
·Ermita de San Sebastián. Únicamente se conserva su arco de entrada, colocado en la portada de la Capilla de San Isidro. Se ubicaba en la actual Glorieta "Practicante Domingo Álvarez", en el antiguo límite del núcleo urbano por su lado este, camino de Santisteban del Puerto.
·Ermita de la Virgen de los Remedios. A día de hoy no se conoce su situación exacta, dudando de que se pudiera encontrar cerca del cementerio actual.
·Antiguo cementerio. Su lugar está ocupado hoy por unas eras. En las inmediaciones se inauguró en 2020 el Área Verde "El Hondillo".
·Castillo. Solo perdura una torre circular, aprisionada entre los patios de varias casas. Se cree que su muralla pudo ocupar al menos la mitad de la calle Altozano. No obstante, también conserva algunos muros, y posiblemente, se encuentren más estructuras de realizarse excavaciones en los patios de dicha manzana. Lo que fue la plaza de Armas del castillo forma parte del entramado urbano de Navas de San Juan.
·Palacio de los Benavides. Situado en la intersección entre la Plaza de la Iglesia y la Calle Pastores. Una pequeña placa en español antiguo que data del s. XVI lo recuerda en la fachada del inmueble donde este se localizaba.

### Patrimonio inmaterial
Son típicos Los Mayos, una jota dedicada a la patrona que tiene propio baile. Es un baile heredado de abuelas a nietas y que se llevan a cabo en los días de romería. Son representadas con traje típico (falda con delantal, camisa blanca, pañuelo en la cabeza o lazo, emulando a la mujer aceitunera).
1, 2 y 3 de mayo - Romería de la Virgen de la Estrella. Declarada de interés turístico en 1984 se realiza alrededor de la ermita de la patrona situada a unos 5 kilómetros del pueblo, y el día 3, los naveros llevan a la Virgen de la Estrella al pueblo. La Virgen vuelve a su santuario el primer sábado de septiembre, celebrándose una misa tras su vuelta.
23-29 de junio - Fiestas de San Juan. Una semana de festejos que se celebran desde 1808 en honor del patrón del pueblo, San Juan Bautista.
Primer fin de semana de agosto - Fiestas del Emigrante. Fiesta de tres días creada originalmente para que pudiera ser disfrutada por los que viven fuera del pueblo y no han podido asistir a las fiestas de San Juan. Es por eso que se reproduce a pequeña escala y de forma concentrada, todo lo que rodea a las fiestas patronales.
Existen otros eventos que, si bien no tienen la catalogación de días festivos según el ayuntamiento, son de cierto interés, como pueden ser las jornadas gastronómicas, la verbena de la Virgen del Carmen, la procesión de San Isidro o

### Habla navera
El habla de Navas de San Juan se encuentra, como la de la mayoría de los municipios de la provincia de Jaén, dentro del dialecto andaluz oriental, con características como las vocales abiertas, la pronunciación velarizada de la jota, y el yeísmo. Sin embargo, presenta influencias manchegas debido a la cercanía, y comparte algunos rasgos manchegos y del castellano meridional, como la pronunciación de algunas consonantes finales y la pronunciación de la -d- intervocálica (no siempre) en algunos participios. De todas formas, la -s final o intervocálica no se pronuncia nunca.
También decir que el territorio de las Navas de San Juan se ubica cerca de Navas de Tolosa, donde tuvo lugar la batalla del mismo nombre en 1212 que abrió las puertas del sur a los reinos cristianos del norte. En esta batalla participaron todos los reinos de la península, y aunque a día de hoy no existen datos oficiales de las repoblaciones, podemos pensar que en estas tomaron parte todos los reinos cuyas tropas se desplazaron hasta estas zonas. De los distintos repobladores nos quedan las distintas terminaciones de los adjetivos diminutivos: -ica/o (proveniente de aragoneses y catalanes), -ita/o (proveniente de castellanos), -illa/o (frecuente en Andalucía Oriental, sobre todo en Jaén y Córdoba), e -ina/o (proveniente de leoneses). Este último es menos frecuente, y se está perdiendo. Se escucha algo entre la población más mayor.

### Gastronomía
Está influenciada por la gastronomía manchega debido a su proximidad geográfica, así son platos habituales del pueblo el pisto, cocido, legumbres o las gachas. Aun así posee recetas típicas del pueblo sobre todo en postres y dulces tales como los pericones, Gallinas en leche o gachas dulces y pollas en leche. Otros platos que podemos encontrar son patatas a lo pobre y al ajillo, habas, espárragos, alcaparras, migas, gazpacho, salmorejo, ochios, escabeche, flamenquines, espinacas, ajoharina, lechepájaro, atascaburros o perdiz escabechada. Destacan también los calandrajos y la pipirrana así como sus embutidos como chorizo, morcilla, tocino...

## Deporte
El pueblo cuenta desde 1987, con un club de fútbol, el cual es el club representativo de la localidad, el CD Navas, club que actualmente milita en la Segunda División Andaluza de Jaén. El club cuenta con unos 700 socios, el color principal de las equipación es de color amarillo y azul. Existe un polideportivo con canchas de fútbol, fútbol sala, baloncesto y tenis.